# Ołeh Czużda
Ołeh Petrowycz Czużda (ukr. Олег Петрович Чужда; ros. Олег Петрович Чужда, Oleg Pietrowicz Czużda, ur. 23 lipca 1963 w Kijowie) – ukraiński kolarz szosowy reprezentujący też ZSRR, dwukrotny medalista mistrzostw świata.

## Kariera
Pierwszy sukces w karierze Ołeh Czużda osiągnął w 1982 roku, kiedy wspólnie z Olegiem Łogwinem, Jurijem Kaszyrinem i Siergiejem Woroninem zdobył brązowy medal w drużynowej jeździe na czas na mistrzostwach świata w Goodwood. Na rozgrywanych rok później mistrzostwach świata w Altenrhein reprezentacja ZSRR w składzie: Jurij Kaszyrin, Ołeksandr Zinowjew, Ołeh Czużda, Siergiej Nowołokin zdobyła złoty medal w tej samej konkurencji. Zdobył także dwa medale na mistrzostwach świata juniorów: złoty w drużynowej jeździe na czas w 1981 roku oraz srebrny w wyścigu ze startu wspólnego rok później. Ponadto w 1983 roku wygrał hiszpański Vuelta Ciclista a Navarra i zajął trzecie miejsce w Wyścigu Pokoju, rok później wygrał brytyjski Milk Race, w 1992 roku był drugi w portugalskim Volta ao Alentejo, a w 1995 roku był trzeci w Vuelta a la Ribera. W 1982 roku był mistrzem ZSRR w drużynowej jeździe na czas, a w 1992 roku zdobył brązowy medal mistrzostw Ukrainy w wyścigu ze startu wspólnego. Nigdy nie wystąpił na igrzyskach olimpijskich. W 1995 roku zakończył karierę.